# Jenny Slate
Pour les articles homonymes, voir Slate.
Jennifer Slate, dite Jenny Slate, née le 25 mars 1982 à Milton, dans le Massachusetts, aux États-Unis, est une actrice, écrivaine et humoriste américaine.

## Biographie
Jenny Sarah Slate naît à Milton dans le Massachusetts, le 25 mars 1982. Elle est la fille de Ron Slate, un homme d'affaires et poète qui a travaillé en tant que vice-président des communications mondiales chez EMC, puis en tant que PDG d’une start-up de biotechnologie et de Nancy Slate (née Gilson), une céramiste d'art. Elle est la deuxième fille d'une fratrie de trois enfants avec une sœur aînée, nommée Abigail et une sœur cadette, nommée Stacey,,.
Après avoir été diplômée et récompensée d'un Valedictorian à la Milton Academy (en), Jenny étudie à l'Université Columbia située dans le quartier de Morningside Heights, à New York. Elle sort diplômée en littérature en 2004.

## Vie privée
En septembre 2012, elle épouse le réalisateur Dean Fleischer-Camp, rencontré sur le tournage du court métrage Marcel le coquillage (avec ses chaussures) en 2010. En mai 2016, ils annoncent leurs séparation et divorcent la même année.
En mai 2016, elle commence à fréquenter l'acteur Chris Evans, qu'elle a rencontré sur le tournage du film Mary. Ils annoncent leur séparation en janvier 2017 mais se remettent ensemble quelques mois après, en novembre. En mars 2018, ils se séparent définitivement.
En février 2021, Slate et son nouveau compagnon, Ben Shattuck, accueillent leur premier enfant, prénommée Ida. Shattuck et Slate se sont mariés chez eux le soir du Nouvel An 2021.

## Filmographie

### Cinéma

#### Longs métrages
- 2011 : Alvin et les Chipmunks 3 (Alvin and the Chipmunks: Chipwrecked) de Mike Mitchell : Zoé
- 2012 : Target (This Means War) de McG : Emily
- 2014 : Une semaine ordinaire (The Longest Week) de Peter Glanz : Jocelyn
- 2014 : Obvious Child de Gillian Robespierre : Donna Stern
- 2015 : Digging for Fire de Joe Swanberg : une femme au yoga
- 2016 : Joshy (film) (en) de Jeff Baena : Jodi
- 2016 : My Blind Brother (en) de Sophie Goodhart : Rose
- 2016 : Brain on Fire de Gerard Barrett : Margo
- 2017 : Landline de Gillian Robespierre : Dana
- 2017 : The Polka King de Maya Forbes et Wallace Wolodarsky : Marla
- 2017 : Mary (Gifted) de Marc Webb : Bonnie Stevenson
- 2017 : Aardvark (en) de Brian Shoaf : Emily Milburton
- 2018 : Hotel Artemis de Drew Pearce : Morgan
- 2018 : Venom de Ruben Fleischer : Dora Skirth
- 2019 : The Sunlit Night (en) de David Wnendt : Frances
- 2020 : On the Rocks de Sofia Coppola : Vanessa
- 2022 : Everything Everywhere All at Once de Dan Kwan et Daniel Scheinert : « Dog Mom »
- 2022 : I Want You Back de Jason Orley : Emma
- 2024 : The Electric State d'Anthony et Joe Russo : n/a (voix)
- 2024 : Jamais plus (It Ends With Us) de Justin Baldoni : Allysa

#### Courts métrages
- 2009 : Obvious Child de Gillian Robespierre : Donna Stern
- 2011 : Marcel le coquillage (avec ses chaussures) de Dean Fleischer-Camp : Marcel
- 2013 : Catherine de Dean Fleischer-Camp : Catherine
- 2013 : Bitch de Michael Cera : Molly Horner

### Télévision

#### Séries télévisées
- 2008 : The Whitest Kids U' Know : le rendez-vous de Trevor (1 épisode)
- 2009 : Brothers : Annette (2 épisodes)
- 2009-2010 : Bored to Death : Stella (5 épisodes)
- 2012 : Raising Hope : Joan (2 épisodes)
- 2012-2016 : Girls : Tally Schiffrin (2 épisodes)
- 2013 : Super Fun Night : Helen-Alice (1 épisode)
- 2013 : Hello Ladies : Amelia Gordon (4 épisodes)
- 2013 : Catherine : Catherine (12 épisodes)
- 2013-2015 : Parks and Recreation : Mona Lisa, sœur jumelle de Jean Ralphio (10 épisodes)
- 2013-2015 : Kroll Show (en) : Liz / Denise (14 épisodes)
- 2013-2015 : House of Lies : Sarah Guggenheim (11 épisodes)
- 2014 : Brooklyn Nine-Nine : Bianca (saison 2, épisode 1)
- 2014-2015 : Married (TV series) (en) : Jess (14 épisodes)
- 2016 : Lady Dynamite : Karen Grisham, la coach de vie de Maria (3 épisodes)
- 2020 : Allô la Terre, ici Ned : elle-même (saison 1, épisode 5)
- 2025 : Dying for Sex : Nikki Boyer

## Doublage

### Films d'animation
- 2012 : Le Lorax : mère de Ted (voix originale)
- 2016 : Zootopie : l'adjointe au maire Dawn Bellwether (voix originale)
- 2016 : Comme des bêtes : Gidget (voix originale)
- 2017 : Lego Batman, le film de Chris McKay : Harley Quinn (voix originale)
- 2017 : Moi, moche et méchant 3 de Kyle Balda et Pierre Coffin : Valerie Da Vinci (voix originale)
- 2019 : Comme des bêtes 2 : Gidget (voix originale)

### Séries d'animation
- 2015-2019 : Star Butterfly : Tête de licorne (voix originale)
- depuis 2017 : Big Mouth : Missy Foreman-Greenwald (voix originale)
- 2018-2022 : Les Muppet Babies : Nounou (voix originale)

## Distinctions

### Récompenses
- Women Film Critics Circle Awards 2014 : Meilleure actrice de comédie Obvious Child